# Raymond Dart
Raymond Arthur Dart (Brisbane, Australia; 4 de febrero de 1893 – Johannesburgo, Sudáfrica; 22 de noviembre de 1988) fue un anatomista y antropólogo australiano.
Junto con Louis Leakey y Robert Broom forma la terna de paleoantropólogos pioneros en buscar los orígenes del hombre en el continente africano, contra la opinión de la comunidad científica de su tiempo. Dart centró su actividad en Sudáfrica.
En 1924, una alumna suya en la Universidad de Witwatersrand, Josephine Salmons, descubrió el cráneo de un individuo de unos tres años de edad (al principio se creyó que tenía seis ya que presentaba el primer molar permanente y en los niños surge a esa edad.  Sin embargo tiene más parecido a un chimpancé que a un humano y en estos aparece a los tres años). Este individuo fue llamado Niño de Taung, por la localidad de Taung en Transvaal. 
Dart lo identificó como un homínido, por presentar caracteres intermedios entre el hombre y el mono, pero su trabajo no fue reconocido, y los antropólogos lo clasificaron como un mero antropoide, próximo a los chimpancés y a los gorilas. 
Solo doce años después, cuando Robert Broom descubrió otro ejemplar adulto de la misma especie en la cueva de Sterkfontein, el descubrimiento de Dart fue aceptado, y ambos ejemplares fueron clasificados como Australopithecus africanus, primeros fósiles de la subfamilia australopitécidos, perteneciente a la familia homínidos.
Raymond Dart apoyó —junto con el premio Nobel de la Paz Linus Pauling (1901-1994) y la actriz Liza Minnelli (1946–)— al controvertido Instituto para el Logro del Potencial Humano, una organización sin ánimo de lucro que pretende mejorar el desarrollo neurológico de niños que han sufrido una lesión cerebral.

## Vida privada
Dart se casó en 1921 en Woods Hole, Massachusetts con Dora Tyree, una estudiante de medicina de Virginia, y se divorciaron en 1934. Se casó en 1936 con Marjorie Frew, una bibliotecaria en la Universidad de Witwatersrand, en Johannesburgo, Sudáfrica, y tuvieron dos hijos, Diana y Galen.

## Legado
The Institute for the Study of Man en África se estableció en 1956 en Witwatersrand en su honor.
Dart estuvo mucho tiempo desde 1966 hasta 1986 trabajando en los Institutos para el Logro del Potencial Humano, una organización que trata con heridas cerebrales infantiles fundada por Glenn Doman.